# Папуга-довгокрил буроголовий
Папуга-довгокрил буроголовий (Poicephalus cryptoxanthus) — вид папугоподібних птахів родини папугових (Psittacidae). Поширений в Південній та Східній Африці.

## Поширення
Населяє південно-східну частину Африки, включаючи східний Трансвааль, Мозамбік, Зімбабве, Малаві, Танзанію та Кенію. Мешкає в прибережних лісах, багатих пальмами та мангровими деревами, а також у саванах, де віддає перевагу великим акаціям; відвідує плантації кокоса та кеш'ю.

## Підвиди
- P. cryptoxanthus cryptoxanthus — поширений від півночі Квазулу-Натала на північ до південного Мозамбіку та південно-східного Зімбабве.
- P. cryptoxanthus tanganyikae — на північ від річки Сейв у Мозамбіку, південному Малаві, східній Танзанії та прибережній Кенії.
- P. cryptoxanthus zanzibaricus — обмежений островами Занзібар і Пемба, але валідність підвиду піддається сумніву.[3]

## Опис
Птах завдовжки до 22 см. Загальне забарвлення зелене, на спині темне, на череві світліше; голова і верхня частина грудей сірого кольору; жовті пахви добре помітні під час польоту; дзьоб із сіруватою верхньою частиною та білуватою нижньою; жовта райдужка і сірі ніжки.

## Спосіб життя
У період великого надлишку їжі утворює зграї до 40 птахів. Харчується фруктами, ягодами, бруньками та нектаром: він любить м'ясоподібні плоди кігелії африканської, маніока та різноманітні види фікуса. Репродуктивний період триває з квітня по жовтень. Гніздо булує в природній порожнині баобаба або в покинутому гнізді дятла. Самиця відкладає 3-4 яйця, які висиджують близько 30 днів. Молодняк оперяється приблизно через 12 тижнів після вилуплення.